# Овусу-Анса, Эдмунд
Эдмунд Овусу-Анса (англ. Edmund Owusu-Ansah; род. 2 апреля 1983, Кумаси) — ганский футболист, полузащитник.

## Карьера

### Клубная
Воспитанник клуба «Асанте Котоко». В 2003 году дебютировал в основной команде. Спустя некоторое время удостоился звания капитана. В 2005 году вместе с командой завоевал звание чемпиона Ганы. В феврале 2007 года с разрешения руководства «Асанте Котоко» отправился на просмотр в киевское «Динамо», проводившее сбор в Испании, однако в результате команде не подошёл. Летом того же года находился на просмотре в «Крыльях Советов», но самарскому клубу также не подошёл, и в итоге после четырёх сезонов в составе «дикобразов» Эдмунд подписал контракт с ганским «Харт оф Лайонз». В ноябре 2010 года отправился во Вьетнам, став игроком «Сонглам Нгеан». Дебютировал за новый клуб 22 января 2011 года в матче первого тура чемпионата с «Донгтам Лонганом», выйдя на поле с первых минут. 20 марта на 67-й минуте матча с «Ламсон Тханьхоа» открыл счёт своим голам в чемпионате Вьетнама, удвоив преимущество своей команды и поспособствовав тем самым разгрому соперника.

### В сборных
Овусу-Анса дебютировал за национальную сборную Ганы 15 октября 2008 года в товарищеском матче со сборной ЮАР, выйдя на 30-й минуте на поле вместо Кваме Куанса. В феврале 2009 года в составе второй сборной Ганы, составленных из футболистов, играющих в национальном чемпионате, выступал на чемпионате африканских наций, проходившем в Кот-д’Ивуаре. На этом турнире сборная Ганы заняла первое место на групповом этапе, благодаря двум мячам Эдмунда, затем в серии послематчевых пенальти в полуфинале переиграла Сенегал, а в финальном матче уступила сборной Демократической Республики Конго, тем самым завоевав серебряные медали турнира. 1 октября 2009 года участвовал в товарищеской встрече между сборными Аргентины и Ганы, завершившейся поражением африканцев со счётом 0:2.

## Достижения
- Чемпион Ганы: 2005
- Серебряный призёр чемпионата африканских наций: 2009
- Чемпион Вьетнама: 2011

## Матчи за сборную
| # | Дата            | Место                                       | Соперник  | Результат | Турнир            |
| - | --------------- | ------------------------------------------- | --------- | --------- | ----------------- |
| 1 | 15 октября 2008 | «Фри-Стейт», Блумфонтейн, ЮАР               | ЮАР       | 1:2       | Товарищеский матч |
| 2 | 1 октября 2009  | «Марио Альберто Кемпес», Кордова, Аргентина | Аргентина | 0:2       | Товарищеский матч |